# Псевдохромовые
Псевдохромовые, или псевдохромисовые (лат. Pseudochromidae), — семейство лучепёрых рыб. Ранее семейство включали в состав отряда окунеобразных (Perciformes), а с 2016 года рассматривают как incertae sedis в подсерии Ovalentaria. Прибрежные морские рыбы. Распространены в Индо-Тихоокеанской области. Максимальная длина тела 45 см, у большинства представителей менее 11 см.

## Описание
В спинном плавнике 1—3 колючих и 21—37 мягких лучей (кроме Congrogadinae). В анальном плавнике 1—3 жёстких и 13—21 мягких лучей (кроме Congrogadinae). Брюшные плавники с одним колючим и 3—5 жёсткими лучами, расположены перед основаниями грудных плавников. В жаберной перепонке 6 лучей.

## Биология
Морские бентопелагические рыбы. Обитают у коралловых и скалистых рифов. Окраска тела очень разнообразная. Способны изменять окраску в зависимости от места обитания, приспосабливаясь к новой среде за несколько недель после перемещения. Наблюдается половой диморфизм в окраске. Питаются преимущественно рыбами. Икринки с нитчатыми выростами, идущими от оболочки.

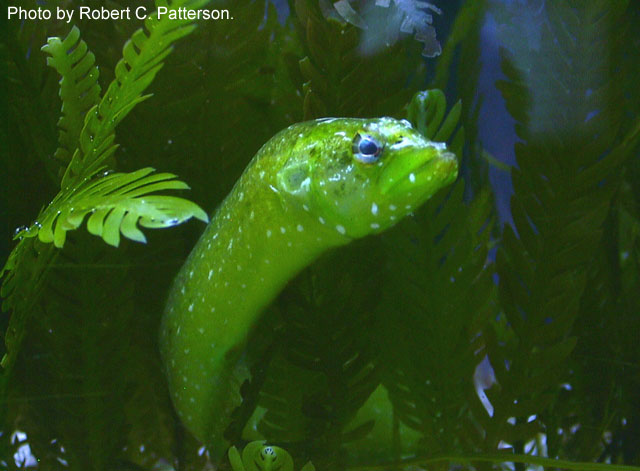
Congrogadus subducens

## Классификация
В составе семейства выделяют 4 подсемейства с 24 родами и 152 видами:
- Подсемейство Anisochrominae — Анизохромины (монотипическое). В спинном плавнике один слабый жёсткий луч. Брюшные плавники с 1 колючим, одним неветвистым и 3 ветвистыми мягкими лучами, начинаются перед основаниями грудных плавников. В грудных плавниках 13—15 мягких лучей. Голова не покрыта чешуёй. Нет зубов на нёбе. Боковая линия одна, проходит вдоль основания спинного плавника[1][3].
  - Род Anisochromis J.L.B. Smith , 1954
- Подсемейство Congrogadinae — Конгрогадины (8 родов). Тело удлинённое или угреобразное, покрыто мелкой циклоидной чешуёй. В спинном плавнике 32—79 мягких лучей. Перед началом спинного плавника есть маленькая колючка. В анальном плавнике 26—66 мягких лучей, нет жёстких лучей. Рот выдвижной. Нет зубов на нёбе. На сошнике зубы есть или отсутствуют. Длинные спинной и анальный плавники у некоторых видов сливаются с хвостовым плавником, а у большинства видов разделены лишь небольшим промежутком. Брюшные плавники с 1 жёстким и 2—4 мягкими лучами, расположены на горле, есть у 8 видов; у 11 видов отсутствуют. На верхнем крае жаберной крышки есть направленный назад сильный шип. Боковых линий от одной до трёх, полные или неполные. Икринки с крестообразными крючками на поверхности. Обитают у коралловых рифов над гравийными или илистыми грунтами на глубине до 140 м[1][3].
  - Род Blennodesmus — Бленнодесмы
  - Род Congrogadus Günther, 1862 — Угретрески
  - Род Halidesmus Günther, 1872 — Галидесмы
  - Род Halimuraena J.L.B. Smith, 1952 — Халимурены
  - Род Halimuraenoides Maugé & Bardach, 1985 — Халимуреноиды
  - Род Haliophis Rüppell, 1829 — Галиофы
  - Род Natalichthys Winterbottom, 1980
  - Род Rusichthys Winterbottom, 1979

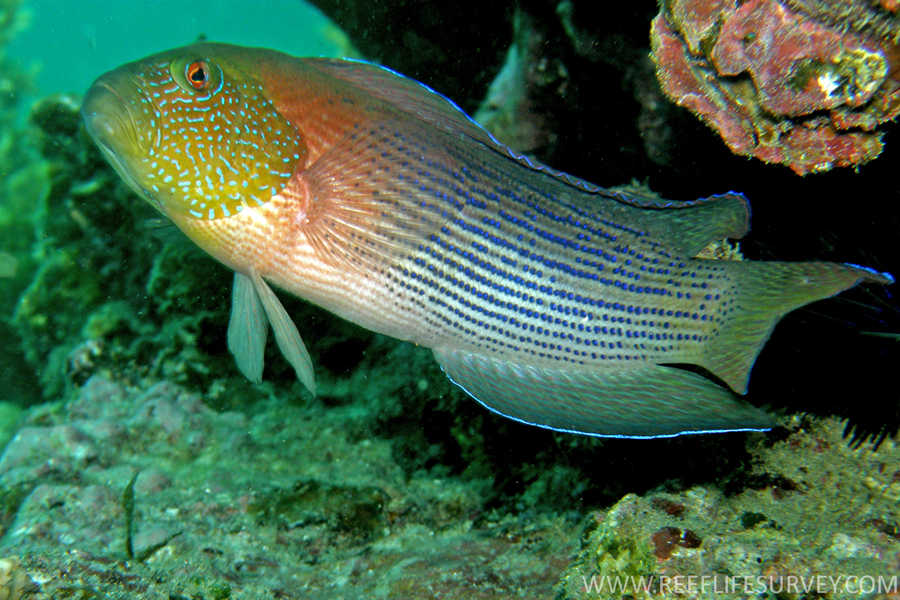
Labricinus lineatus

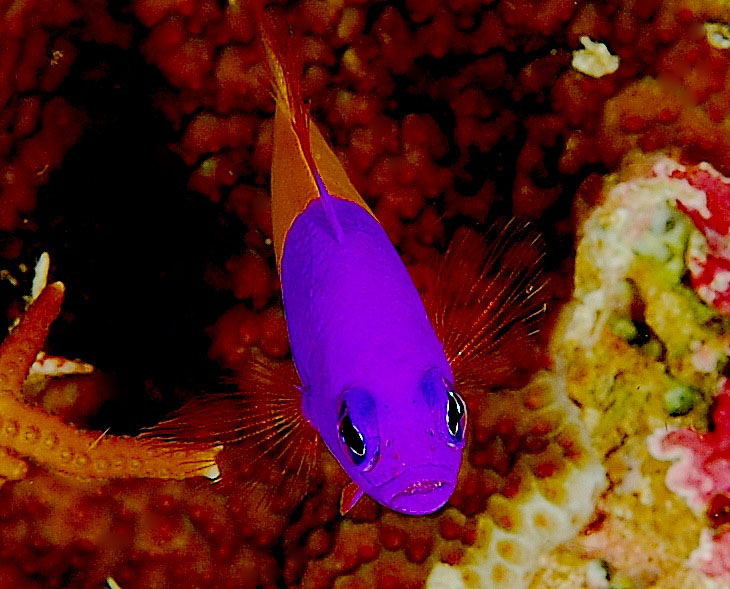
Pictichromis paccagnellae

- Подсемейство Pseudochrominae — Псевдохромины (10 родов). В брюшных плавниках один жёсткий и 5 ветвистых мягких лучей. Голова покрыта чешуёй. Есть зубы на нёбе. В грудных плавниках 16—20 мягких лучей. Боковая линия прерывистая. Передняя часть проходит вдоль основания спинного плавника, а задняя начинается в средней части тела у окончания основания спинного плавника[1][3].
  - Род Assiculoides
  - Род Assiculus
  - Род Cypho
  - Род Labracinus Schlegel, 1858 — Ламбрицины
  - Род Manonichthys
  - Род Ogilbyina
  - Род Oxycercichthys
  - Род Pholidochromis
  - Род Pictichromis
  - Род Pseudochromis Rüppell, 1835 — Ложнохромисы
- Подсемейство Pseudoplesiopinae — Псевдоплезиопины (5 родов). В брюшных плавниках 1 колючий и 3—4 мягких неветвистых лучей. Голова покрыта чешуёй. В грудных плавниках 17—19 мягких лучей[1][3].
  - Род Amsichthys
  - Род Chlidichthys
  - Род Lubbockichthys
  - Род Pectinochromis
  - Род Pseudoplesiops